# Central City (Nebraska)
Central City es una ciudad ubicada en el condado de Merrick en el estado estadounidense de Nebraska. En el Censo de 2010 tenía una población de 2934 habitantes y una densidad poblacional de 487,87 personas por km².

## Geografía
Central City se encuentra ubicada en las coordenadas 41°6′48″N 98°0′1″O / 41.11333, -98.00028. Según la Oficina del Censo de los Estados Unidos, Central City tiene una superficie total de 6.01 km², de la cual 6.01 km² corresponden a tierra firme y (0%) 0 km² es agua.

## Demografía
Según el censo de 2010, había 2934 personas residiendo en Central City. La densidad de población era de 487,87 hab./km². De los 2934 habitantes, Central City estaba compuesto por el 96.46% blancos, el 0.1% eran afroamericanos, el 0.44% eran amerindios, el 0.24% eran asiáticos, el 0.17% eran isleños del Pacífico, el 1.23% eran de otras razas y el 1.36% pertenecían a dos o más razas. Del total de la población el 3.54% eran hispanos o latinos de cualquier raza.